# نظریه کوز
در حقوق و اقتصاد نظریه کوز بهینگی اقتصادی تخصیص اقتصادی یا خروجی را با احتساب اثرات جانبی توصیف می‌کند. نظریه بیان می‌کند که اگر تجارت دارای اثرات جانبی ممکن است و هزینه تراکنش‌ها به اندازه کافی پایین باشد، فارغ از اینکه تخصیص اولیه دارایی چگونه باشد، چانه زنی به خروجی بهینه منجر خواهد شد. در عمل موانع چانه زنی یا حقوق مالکیت بد تعریف شده می‌تواند مانع از چانه زنی کوزی شود. این نظریه عموماً به رونالد کوز برنده جایزه نوبل اقتصاد نسبت داده می‌شود. اما خود وی عنوان کرده‌است که این نظریه احتمالاً از چهار صفحه از مقاله او با عنوان مسئله هزینه اجتماعی اقتباس شده اما نظریه کوز هیچ ربطی به کارهای او ندارد.

## قضیه
قضیهٔ کوز در میان تحقیق وی برای کشف مقررات بهینه تخصیص پهنای باند فرکانسی حاصل شد. مشکلی که وجود داشت این بود که ایستگاه‌های مخابراتی رقیب ممکن بود از فرکانس مشترک استفاده کنند و دچار تداخل فرکانسی شوند.
مسئله ای که پیش روی تنظیم مقررات بود، نحوهٔ تخصیص پهنای باند بین ایستگاه‌ها به صورت بهینه بود. آنچه که کوز بیان کرد این بود که اگر حقوق مالکیت به خوبی تعریف شده باشد و امکان مبادلهٔ پهنای باند بین
اپراتورها وجود داشته باشد، مستقل از اینکه تخصیص بهینه چگونه باشد، بهینگی حاصل خواهد شد. در واقع تخصیص اولیه پهنای باند تنها آثار توزیعی ثروت بین اپراتورها دارد و آنچه که در نهایت از مسیر مبادلات بین اپراتورها اتفاق می‌افتد، همان تخصیص بهینه خواهد بود. به عبارتی پهنای باند فرکانسی به مفیدترین کاربرد خود اختصاص خواهد یافت. به این بیان که مستقل از تخصیص اولیه، تشکیل یک بازار برای حق مالکیت خود به خود منجر به
بهینگی می‌شود، قضیهٔ عدم تغییرپذیری کوز می‌گویند. البته فرض اساسی این قضیه این است که هزینهٔ مبادلات صفر است. اگر این‌طور نباشد ممکن
است تخصیص به صورت بهینه اتفاق نیفتد و نوعی چسبندگی به توزیع اولیه به وجود می‌آید.

## کارایی و عدم تغییرپذیری
از آنجایی که کوز قصد بیان و اثبات قضیهٔ خاصی را نداشت، سایرین
شکل امروزی قضیهٔ کوز را سامان دادند. آنچه که کوز مهیا کرد چیزی جز یک شهود اولیه نبود. عوارض خارجی معمولاً در تراکنش چند بازیگر رخ می‌دهد و باید به صورت یک مسئلهٔ بازگشتی حل شود. سایر محققان برای شکل‌دادن این قضیه دو صورت را بیان کردند:
صورت کارایی: اگر هزینهٔ مبادلات صفر باشد، خروجی بهینه حاصل خواهد شد.
استدلال هم این است که اگر خروجی بهینه نباشد و بهبود پارتو
امکان‌پذیر باشد، طرفین ذی‌نفع این بهبود را انجام خواهند داد؛ بنابراین در نهایت نمی‌تواند فرصتی برای بهبود پارتو وجود داشته باشد و خروجی حاصل
در نهایت به صورت پارتو بهینه است.
صورت عدم تغییرپذیری: با فرض هزینهٔ صفر مبادلات و به ازای تخصیص‌های اولیهٔ دلخواه، خروجی بهینه یکسانی خواهند داشت.
همان‌طور که می‌دانیم تخصیص‌های بهینه پارتو می‌توانند متعدد باشند اما از میان آنها تنها یک تخصیص قابل دست یابی است. آنچه که کوز
بیان کرد همین صورت است. البته بعدتر نشان داده شد که اگر آثار توزیعی تخصیص اولیه زیاد باشد،
امکان نقض این قضیه وجود دارد چرا که توزیع ثروت بین افراد، می‌تواند
قیمت‌های نسبی را تغییر دهد و خروجی متفاوت شود. در واقع این صورت از
قضیه، فرض قابل صرف نظر بودن تأثیر تخصیص اولیه بر ثروت بازیگران را در خود دارد.

## صورت معادلی
استیون چونگ یک تعمیم از قضیهٔ کوز ارائه کرد و این بود که با صرف
نظر از هزینهٔ مبادلات، همهٔ راه‌های تصحیح عوارض جانبی، می‌توانند به
یک خروجی بهینه منجر شوند. قراردادها، بازارها و مالیات‌های تصحیح کننده همگی ظرفیت‌های یکسانی برای این کار دارند. البته این صورت یک فرض مهم
دارد و آن این است که باید مسئلهٔ تضاد منافع دوجانبه باشد. به عنوان مثال در مورد مسئلهٔ آلودگی هوا که قربانیان متعددی دارد قابل بیان نیست. همچنین باید حق مالکیت تعریف شده افراد معادل هم باشد و اختیارات متفاوتی را دلالت نکند.

## نقد
مهم‌ترین نقدی که به قضیه کوز وارد می‌شود، مربوط به مفروضات آن است. در
واقع فرض وجود هزینهٔ مبادلات صفر تقریباً هیچ‌گاه در جهان اتفاق نمی‌افتد و به همین دلیل نمی‌توان از نتایج آن استفاده کرد. البته با وجود این مشکل، همچنان فریدمن از آن دفاع می‌کند و می‌گوید وجود هزینهٔ مبادلات حتی در این شرایط به سختی می‌تواند حضور و دخالت دولت را توجیه‌پذیر کند.
 مشکل دیگر این است که معمولاً و با وجود تعدد بازیگرها، مثل مثال
آلودگی هوا، متضرر شوندگان، انگیزهٔ سواری مجانی برای یکدیگر را دارند و
به این ترتیب مانند حالت کالای عمومی کمتر از حد بهینه هوای پاک می‌خرند.
 مشکل سومی که وجود دارد، این است که معمولاً به دلایل روانشناسانه، قیمت‌های فروش بالاتر از قیمت‌های خرید هستند و مردم تا حدی از معامله گری دوری می‌کنند. به همین دلیل تخصیص اولیه در نتیجه نهایی مؤثر
است و اثر موهبت وجود دارد.
 مشکل چهارم مربوط به فرض اطلاعات کامل است. در صورت قضیه فرض شده بود که بازیگران نسبت به خود و دیگران اطلاعات کامل دارند. در واقع تولیدکننده از میزان آزاردهندگی آلودگی برای مردم و مردم از اثر آلوده سازی بر سود آوری بنگاه آگاهند. این فرض در واقعیت برقرار نیست و چانه زنی را دچار ناکارایی می‌کند.
 مشکل پنجم مربوط به اثر اعتبار در بازی‌های تکرار شونده است. اگر بازیگران بدانند که بازی تکرار خواهد شد، سیگنال دهی پویا انجام داده و خروجی ایستا را از حالت بهینهٔ خود خارج می‌کنند.